# Amblystegiaceae
Amblystegiaceae es una familia de musgos hepáticas del orden Jungermanniales aunque algunos autores la clasifican en Hypnales. Tiene los siguientes géneros:

## Características
Tiene una forma muy desigual y es un grupo de ricos de musgos. Las plantas suelen crecer como hierba suelta y ramas débiles e irregulares. Las hojas son muy diversas en la forma. La nervadura central es simple, fuerte o corta y doble o ausente. Las células de la lámina son alargadas o rómbicas. Las láminas de las hojas se diferencian.
La cápsula es oval a cilíndrica, vertical, inclinados respecto a la horizontal. El peristoma es doble, la tapa de la cápsula es cónica.

## Descripción
Las especies de la familia por lo general crecen en sitios húmedos muy húmedos como pantanos, charcas y en el agua corriente o estancada. La familia es muy común en las zonas templadas y frías de la tierra.

## Taxonomía
Amblystegiaceae fue descrita por Georg Roth y publicado en Hedwigia 38(Beibl.): 6. 1899.

## Géneros
| - Acrocladium - Amblystegiella - Amblystegium - Apterygium - Callialaria - Calliergidium - Calliergon - Calliergonella - Campyliadelphus - Campylidium - Campylium - Chrysohypnum - Conardia - Cratoneuron - Cratoneuropsis - Donrichardsia - Drepano-hypnum - Drepanocladus | - Drepanophyllaria - Gradsteinia - Hamatocaulis - Harpidium - Hygroamblystegium - Hygrohypnum - Hypnites - Hypnobartlettia - Koponenia - Leptodictyum - Limnobium - Limprichtia - Loeskypnum - Ochyraea - Orthotheciella - Palustriella - Pictus - Platydictya - Platyhypnum | - Platyloma - Platylomella - Pseudoamblystegium - Pseudocalliergon - Pseudocampylium - Pseudohygrohypnum - Richardsiopsis - Sanionia - Sarmentypnum - Sasaokaea - Sciaromiella - Sciaromiopsis - Scorpidium - Serpoleskea - Straminergon - Vittia - Warnstorfia |